# Gmina Karlshamn
Gmina Karlshamn (szw. Karlshamns kommun) – gmina w Szwecji, w regionie Blekinge, siedzibą jej władz jest Karlshamn.
Pod względem zaludnienia Karlshamn jest 77. gminą w Szwecji. Zamieszkuje ją 30 847 osób, z czego 49,8% to kobiety (15 362) i 50,2% to mężczyźni (15 485). W gminie zameldowanych jest 852 cudzoziemców. Na każdy kilometr kwadratowy przypada 62,82 mieszkańca. Pod względem wielkości gmina zajmuje 175. miejsce.